# کازوکی کاتو
کازوکی کاتو (انگلیسی: Kazuki Kato؛ زادهٔ ۷ اکتبر ۱۹۸۴) یک موسیقی‌دان اهل ژاپن است. وی از سال ۲۰۰۳ میلادی تاکنون مشغول فعالیت بوده‌است.